# Ottomanische Bank
Die Ottomanische Bank (türkisch Osmanlı Bankası; osmanisches Türkisch: „Bank-ı Osmani“, ab 1863 „Bank-ı Osmanî-i Şahane“; französisch Banque ottomane) war ein Kreditinstitut im Osmanischen Reich, wurde Privatnotenbank und übernahm nach der Verstaatlichung Aufgaben einer Notenbank. Sie hatte ihre Zentrale in Istanbul und existierte von 1856 bis 2001.

## Vorgeschichte und Gründung als Privatnotenbank
1839 gab das Osmanische Reich erstmals Banknoten („Qaimet-mutaberet naqdije“) heraus. Dieses Papiergeld erwies sich als wenig wertstabil und sank bis auf 35 Prozent des Nennwertes. Mit dem Krimkrieg 1853–1856 verlor die Regierung endgültig die Möglichkeit der Stützung des Wertes dieser Noten.
Auf Initiative der Regierung wurde 1856 in Istanbul im Distrikt Galata die Ottomanische Bank gegründet. Beteiligt waren das Vereinigte Königreich, die Banque de Paris et des Pays-Bas und die Osmanische Regierung. Von den 135.000 Aktien erwarb die englische Gruppe 80.000, die französische 50.000 und die Osmanen 5000.
Die Regierung des Osmanischen Reiches erteilte der Bank die Erlaubnis, Geldnoten in den Stückelungen von 5, 10, 20, 50 und 100 Piaster auszugeben. Im Gegenzug erhielt die Regierung einen Kredit, die selbst emittierten Banknoten zurückzukaufen.

## Staatsbank
Am 4. Februar 1863 firmierte die Bank um in Banque impériale ottomane. Unter diesem Namen trat sie bis 1924 auf. Am 18. Februar 1875 wurde sie zur Staatsbank des Osmanischen Reiches.

## Weitere Geschichte
Am 26. August 1896 wurde der Sitz der Banque Impériale Ottomane in Istanbul von Angehörigen der armenischen Untergrundorganisation ARF besetzt, Kunden und Angestellte als Geiseln genommen (siehe Besetzung der Ottomanischen Bank). Am 29. April 1903 war die Filiale in Thessaloniki eines der Ziele der Attentate von Thessaloniki einer anderen Täterschaft.
1996 wurde die Osmanlı Bankası von der Compagnie Financière de Paris et des Pays-Bas an die türkische Garanti Bankası verkauft, welche damals vollständig im Besitz der Doğuş Holding war. Im Jahr 2001 erfolgte zunächst die Fusion mit der ebenfalls türkischen Körfez Bankası und schließlich die vollständige Integration in die Muttergesellschaft Garanti Bankası.

## Filialen (Auswahl)

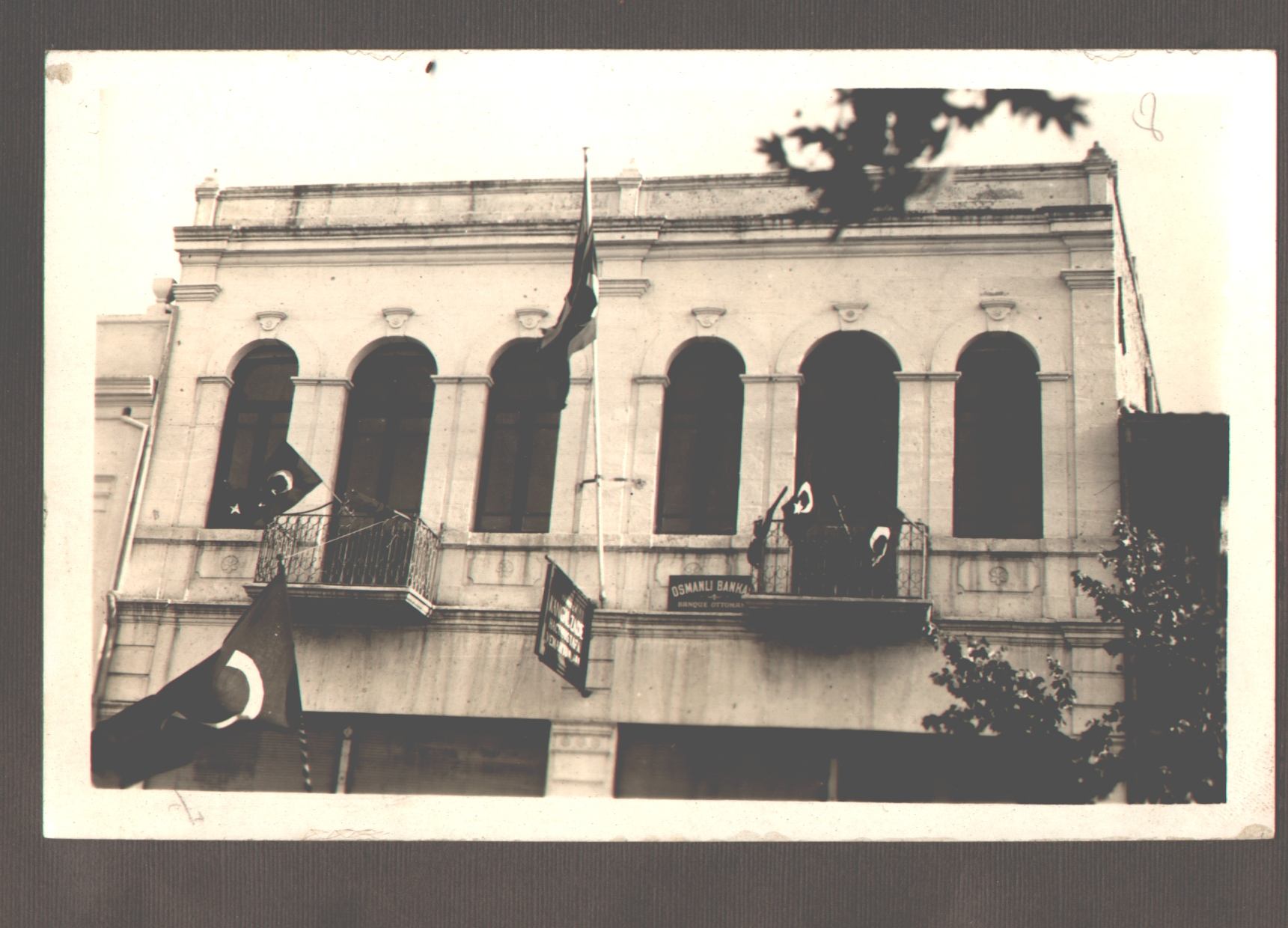
Balıkesir (1930)
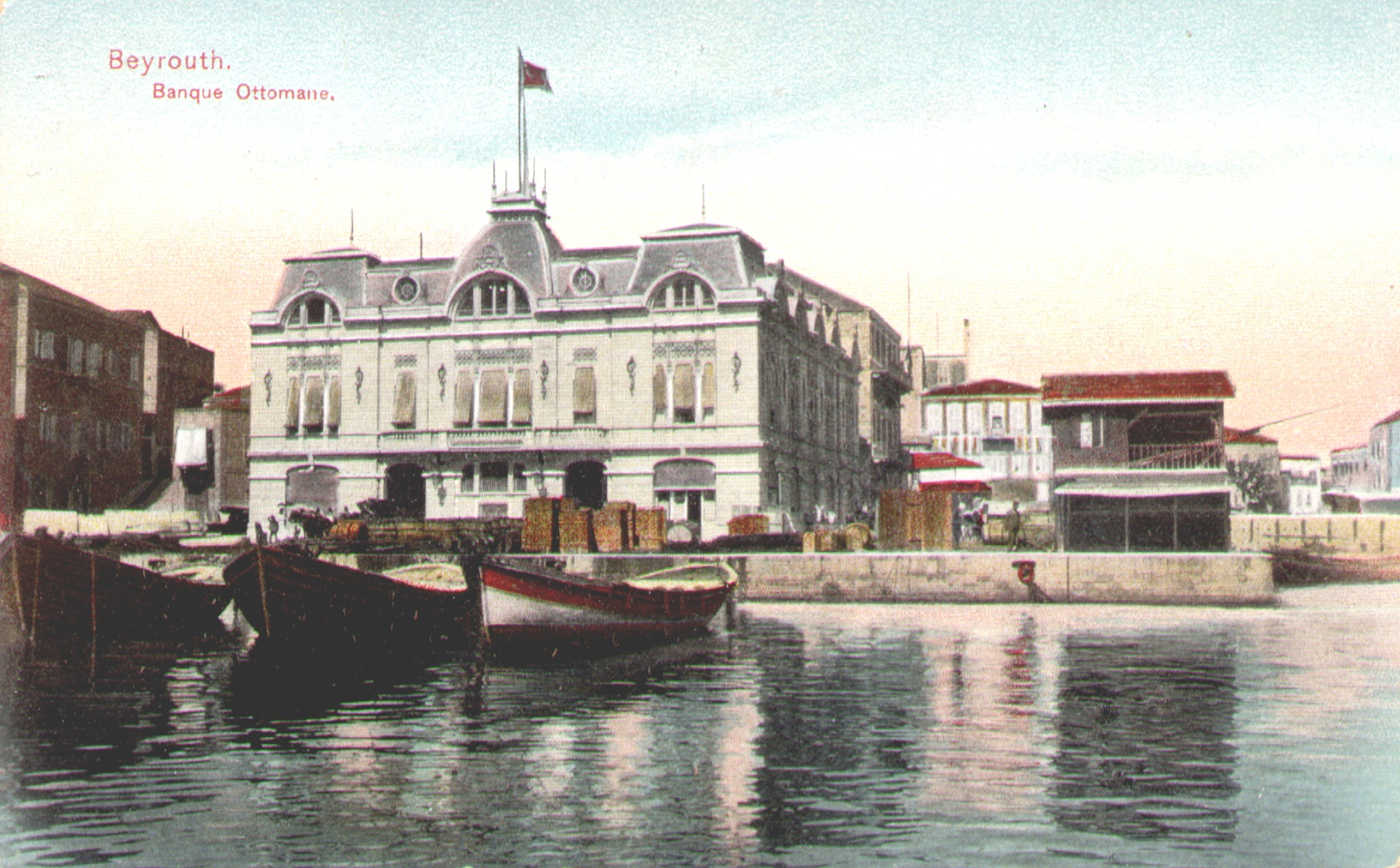
Beirut
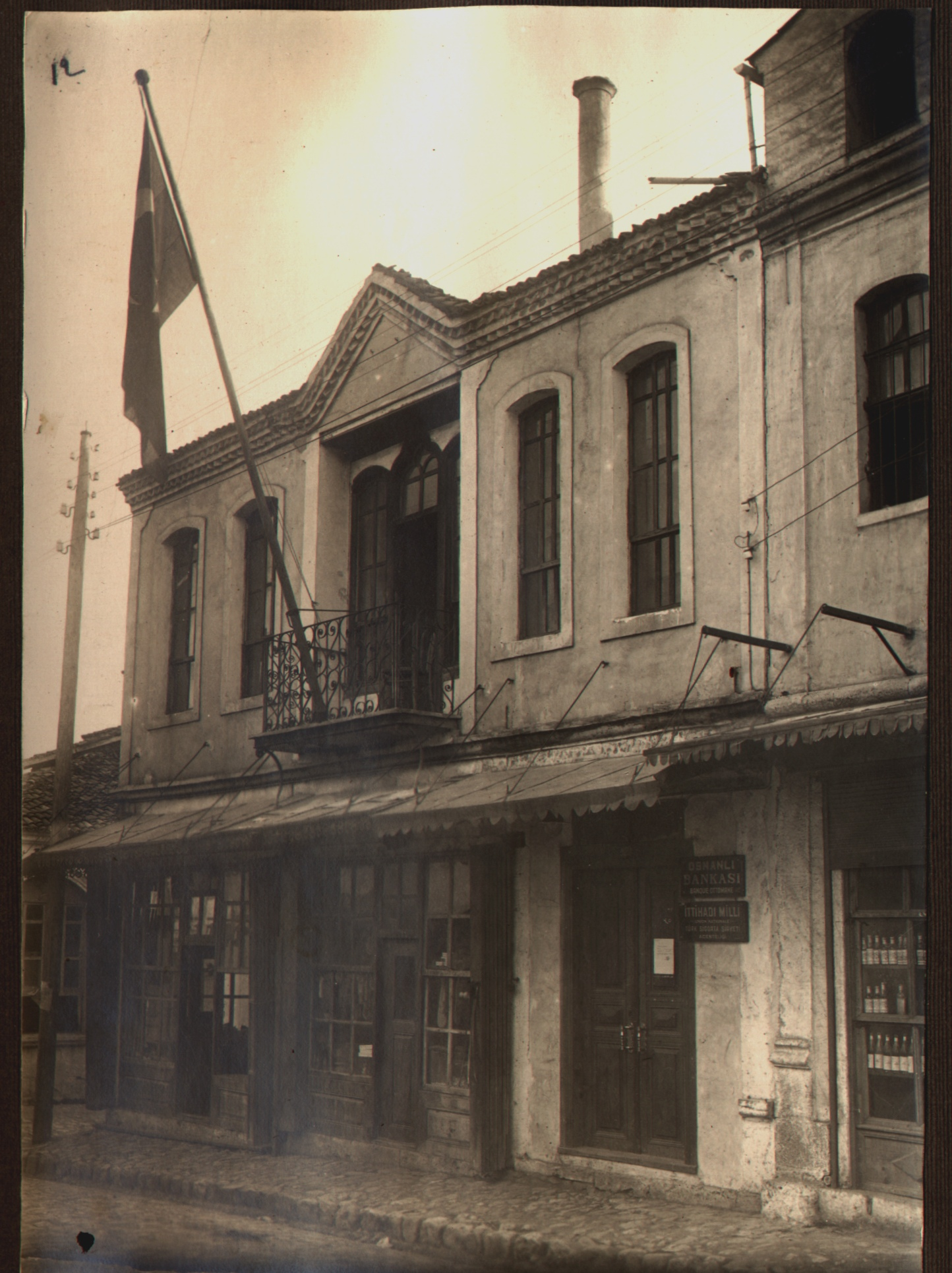
Bolu (1930)
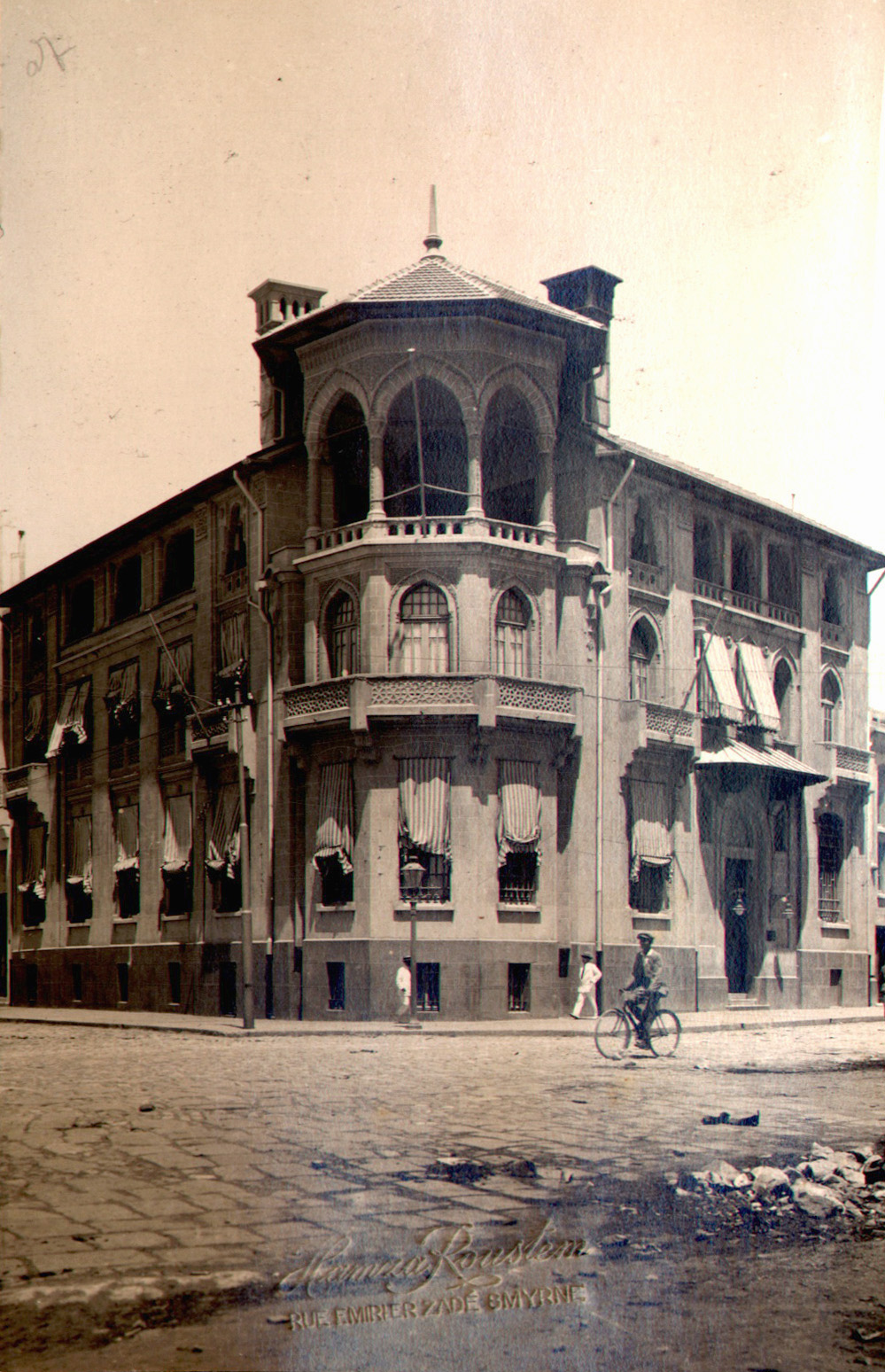
Izmir
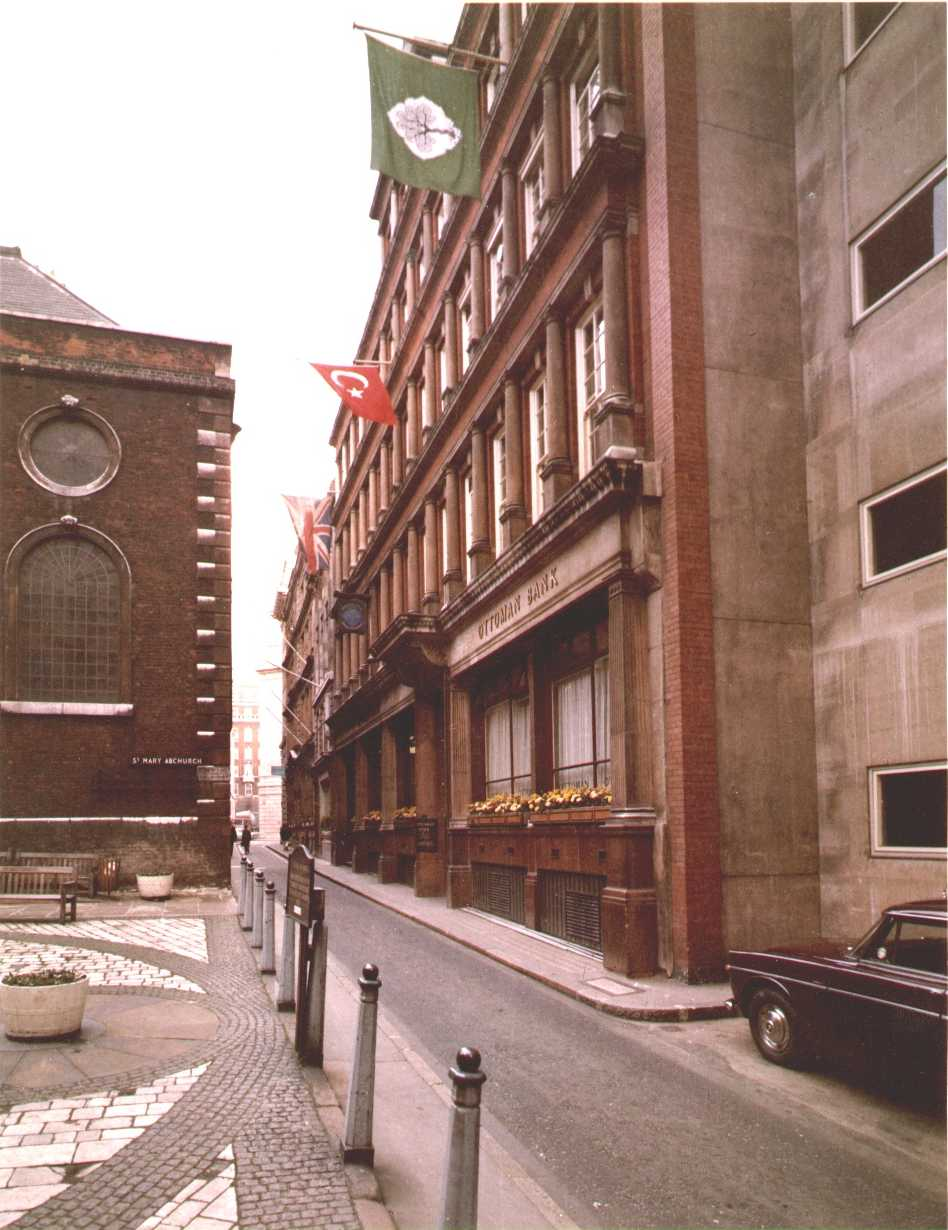
London
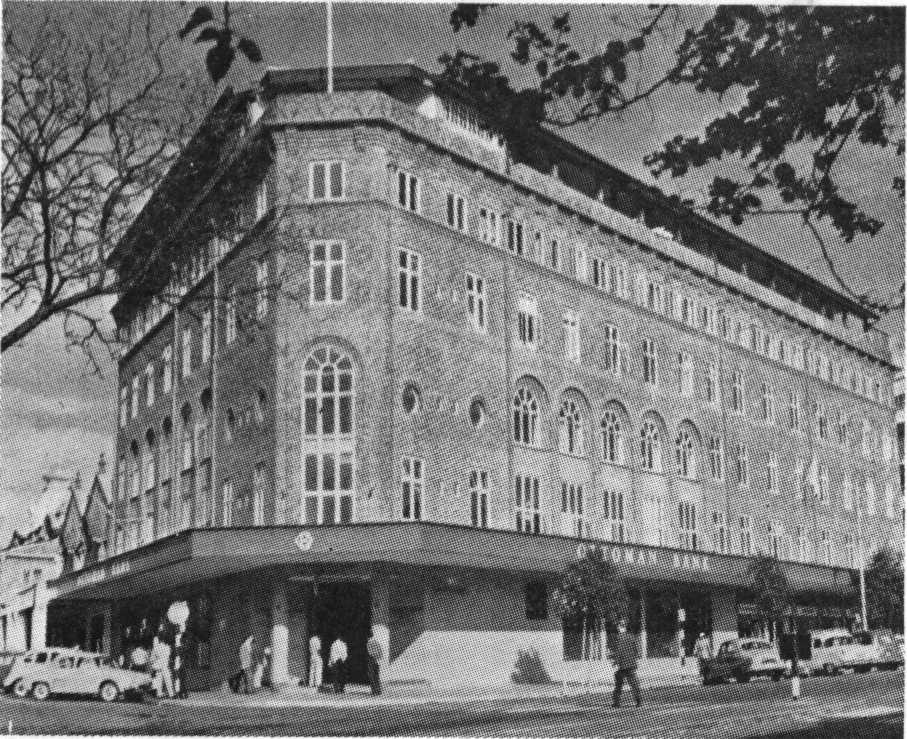
Nairobi (1964)
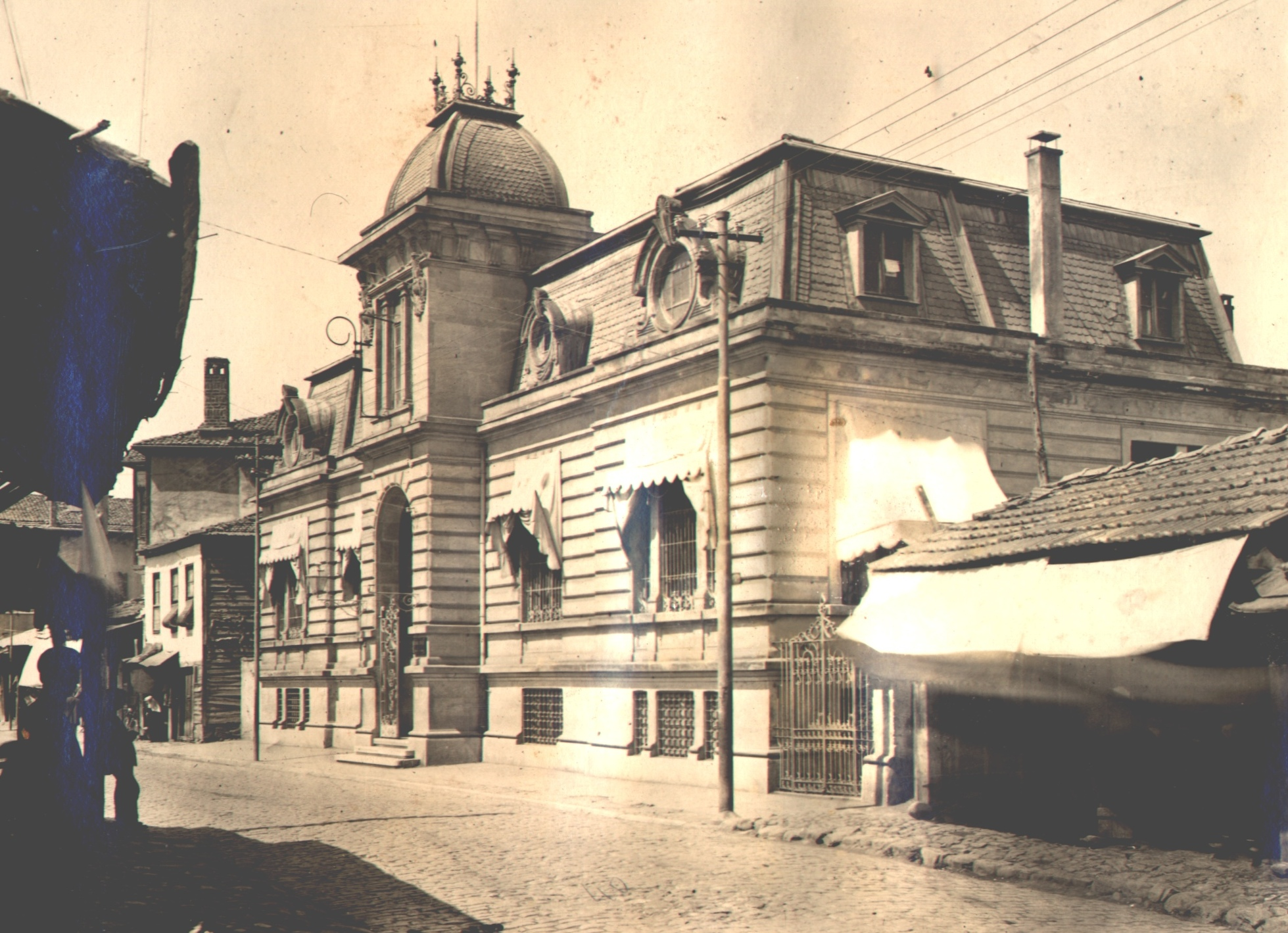
Samsun (1930)
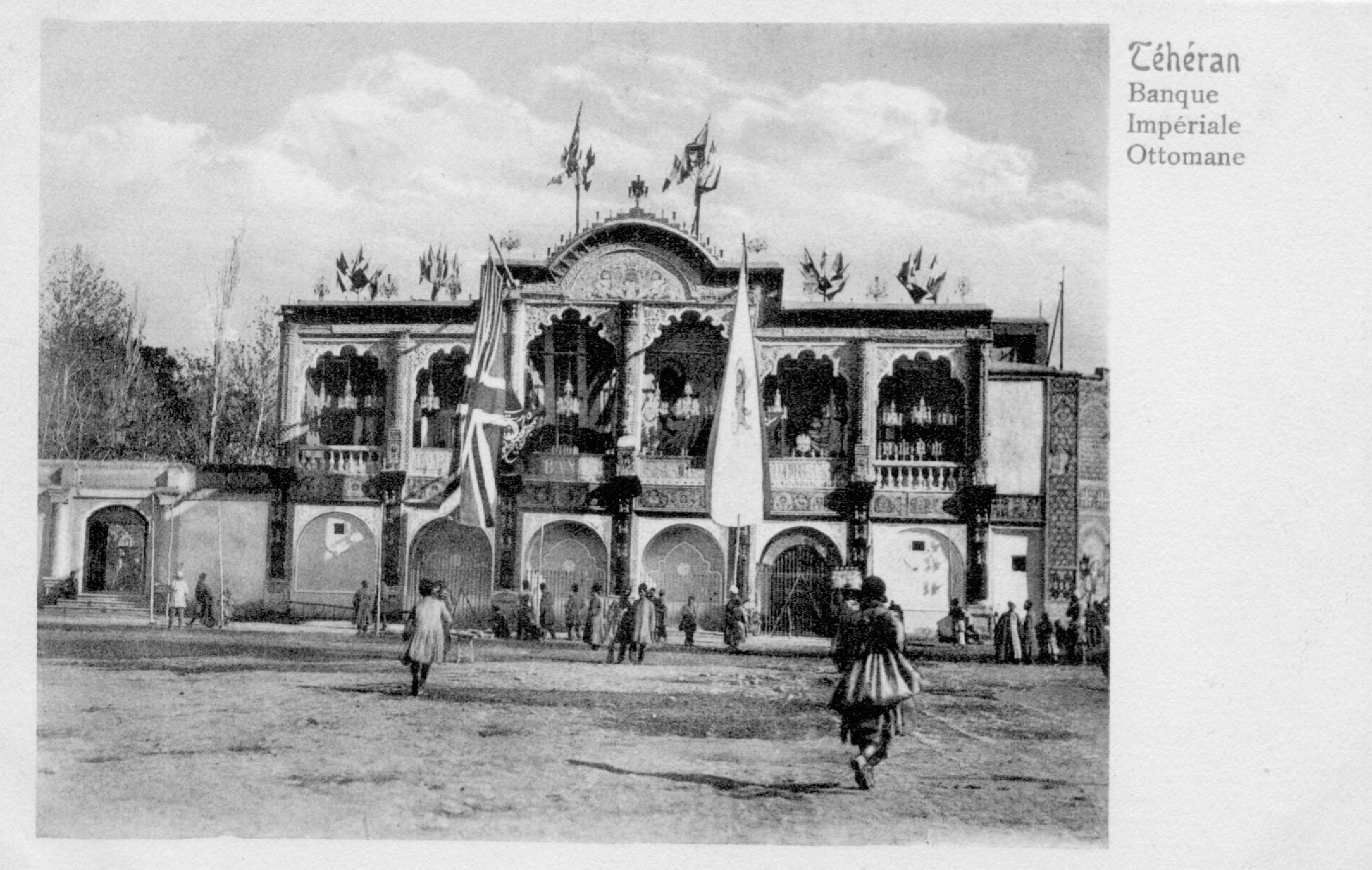
Teheran
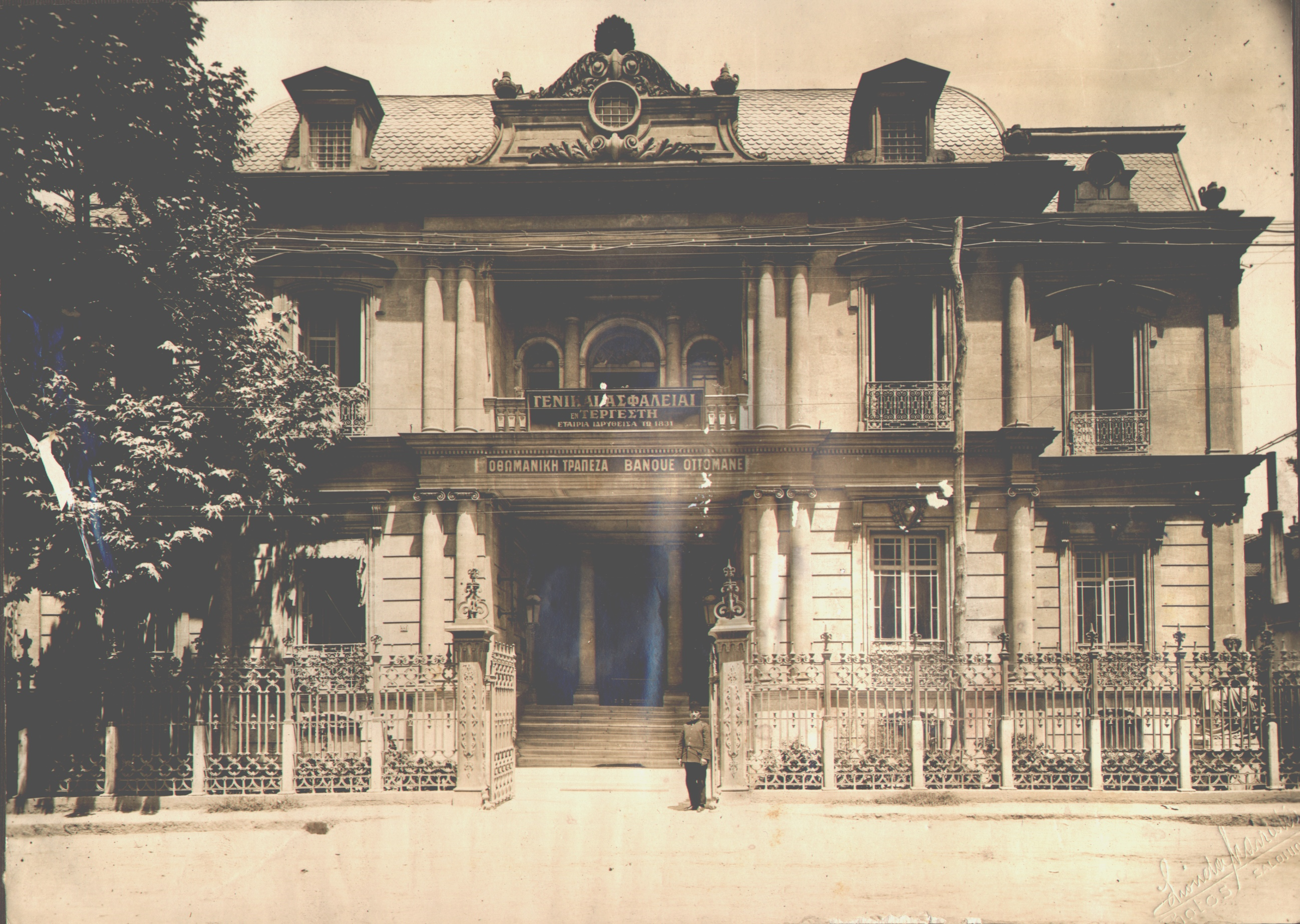
Thessaloniki (bis 1938)